# 尼科莱塔·斯特凡诺娃
尼科莱塔·斯特凡诺娃（義大利語：Nikoleta Stefanova，1984年4月22日—），意大利女子乒乓球运动员。她曾代表意大利参加2004年和2008年夏季奥林匹克运动会乒乓球比赛，其中2004年奥运会参加女子单打和女子双打两个小项，2008年奥运会仅参加女子单打小项。